# Eleições legislativas portuguesas de 2011 no distrito de Faro
| Eleições legislativas portuguesas de 2011 Distritos: Aveiro \| Beja \| Braga \| Bragança \| Castelo Branco \| Coimbra \| Évora \| Faro \| Guarda \| Leiria \| Lisboa \| Portalegre \| Porto \| Santarém \| Setúbal \| Viana do Castelo \| Vila Real \| Viseu \| Açores \| Madeira \| Estrangeiro |

## Resultados por Concelho
Os resultados nos concelhos do Distrito de Faro foram os seguintes:

### Albufeira
| Partido                 | Partido                               | Votos  | %               | +/-   |
| ----------------------- | ------------------------------------- | ------ | --------------- | ----- |
|                         | Partido Social Democrata              | 6 485  | 40,77 / 100,00  | 11,71 |
|                         | Partido Socialista                    | 3 162  | 19,88 / 100,00  | 9,86  |
|                         | CDS – Partido Popular                 | 2 135  | 13,42 / 100,00  | 2,11  |
|                         | Bloco de Esquerda                     | 1 246  | 7,83 / 100,00   | 7,16  |
|                         | Coligação Democrática Unitária        | 1 118  | 7,03 / 100,00   | 0,33  |
|                         | Partido pelos Animais e pela Natureza | 304    | 1,91 / 100,00   | Novo  |
|                         | PCTP/MRPP                             | 240    | 1,51 / 100,00   | 0,16  |
|                         | Partido da Terra                      | 215    | 1,35 / 100,00   | -     |
|                         | Outros                                | 313    | 1,98 / 100,00   |       |
| Votos Inválidos         | Votos Inválidos                       | 688    | 4,32 / 100,00   | 0,61  |
| Total                   | Total                                 | 15 906 | 100,00 / 100,00 |       |
| Eleitorado/Participação | Eleitorado/Participação               | 29 989 | 53,04 / 100,00  | 0,75  |

| Freguesia     | %     | %     | %     | %    | %    | %    | %    | %    | Votantes |
| Freguesia     | PSD   | PS    | CDS   | BE   | CDU  | PAN  | PCTP | MPT  | Votantes |
| ------------- | ----- | ----- | ----- | ---- | ---- | ---- | ---- | ---- | -------- |
| Albufeira     | 42,13 | 18,85 | 13,48 | 7,76 | 7,67 | 2,00 | 1,52 | 1,18 | 8 407    |
| Ferreiras     | 35,91 | 21,73 | 13,99 | 8,77 | 6,33 | 1,93 | 1,59 | 1,26 | 2 701    |
| Guia          | 43,30 | 20,93 | 13,16 | 6,22 | 5,38 | 1,73 | 1,20 | 1,61 | 1 672    |
| Olhos de Água | 43,09 | 19,26 | 12,43 | 8,06 | 6,40 | 1,91 | 1,35 | 1,91 | 1 625    |
| Paderne       | 36,58 | 21,79 | 13,46 | 8,13 | 7,20 | 1,60 | 1,80 | 1,60 | 1 501    |
| Albufeira     | 40,77 | 19,88 | 13,42 | 7,83 | 7,03 | 1,91 | 1,51 | 1,35 | 15 906   |

### Alcoutim
| Partido                 | Partido                        | Votos | %               | +/-  |
| ----------------------- | ------------------------------ | ----- | --------------- | ---- |
|                         | Partido Social Democrata       | 773   | 43,02 / 100,00  | 7,72 |
|                         | Partido Socialista             | 629   | 35,00 / 100,00  | 5,54 |
|                         | CDS – Partido Popular          | 133   | 7,40 / 100,00   | 1,03 |
|                         | Coligação Democrática Unitária | 101   | 5,62 / 100,00   | 0,70 |
|                         | Bloco de Esquerda              | 37    | 2,06 / 100,00   | 3,49 |
|                         | PCTP/MRPP                      | 21    | 1,17 / 100,00   | 0,25 |
|                         | Outros                         | 42    | 2,34 / 100,00   |      |
| Votos Inválidos         | Votos Inválidos                | 61    | 3,40 / 100,00   | 0,84 |
| Total                   | Total                          | 1 797 | 100,00 / 100,00 |      |
| Eleitorado/Participação | Eleitorado/Participação        | 2 994 | 60,02 / 100,00  | 1,95 |

| Freguesia    | %     | %     | %    | %     | %    | %    | Votantes |
| Freguesia    | PSD   | PS    | CDS  | CDU   | BE   | PCTP | Votantes |
| ------------ | ----- | ----- | ---- | ----- | ---- | ---- | -------- |
| Alcoutim     | 39,66 | 37,62 | 6,33 | 7,45  | 2,05 | 1,30 | 537      |
| Giões        | 39,60 | 35,57 | 6,04 | 10,07 | 0,67 | 2,01 | 149      |
| Martim Longo | 50,52 | 27,87 | 8,79 | 4,62  | 2,09 | 1,04 | 671      |
| Pereiro      | 42,07 | 37,93 | 4,14 | 6,90  | 0,69 | 0,69 | 145      |
| Vaqueiros    | 34,24 | 44,75 | 8,47 | 1,69  | 3,39 | 1,02 | 295      |
| Alcoutim     | 43,02 | 35,00 | 7,40 | 5,62  | 2,06 | 1,17 | 1 797    |

### Aljezur
| Partido                 | Partido                               | Votos | %               | +/-   |
| ----------------------- | ------------------------------------- | ----- | --------------- | ----- |
|                         | Partido Social Democrata              | 688   | 28,09 / 100,00  | 9,81  |
|                         | Partido Socialista                    | 613   | 25,03 / 100,00  | 10,74 |
|                         | Coligação Democrática Unitária        | 318   | 12,98 / 100,00  | 0,80  |
|                         | CDS – Partido Popular                 | 277   | 11,31 / 100,00  | 3,36  |
|                         | Bloco de Esquerda                     | 176   | 7,19 / 100,00   | 6,74  |
|                         | PCTP/MRPP                             | 71    | 2,90 / 100,00   | 0,82  |
|                         | Partido da Terra                      | 39    | 1,59 / 100,00   | -     |
|                         | Partido pelos Animais e pela Natureza | 36    | 1,47 / 100,00   | Novo  |
|                         | Movimento Esperança Portugal          | 28    | 1,14 / 100,00   | 0,32  |
|                         | Outros                                | 50    | 2,03 / 100,00   |       |
| Votos Inválidos         | Votos Inválidos                       | 153   | 6,25 / 100,00   | 2,42  |
| Total                   | Total                                 | 2 449 | 100,00 / 100,00 |       |
| Eleitorado/Participação | Eleitorado/Participação               | 4 221 | 58,02 / 100,00  | 4,91  |

| Freguesia | %     | %     | %     | %     | %    | %    | %    | %    | %    | Votantes |
| Freguesia | PSD   | PS    | CDU   | CDS   | BE   | PCTP | MPT  | PAN  | MEP  | Votantes |
| --------- | ----- | ----- | ----- | ----- | ---- | ---- | ---- | ---- | ---- | -------- |
| Aljezur   | 33,11 | 24,25 | 10,76 | 11,26 | 7,37 | 1,99 | 1,49 | 1,08 | 1,08 | 1 208    |
| Bordeira  | 31,29 | 23,93 | 15,34 | 11,04 | 4,29 | 5,52 | 1,23 | 0,61 | 0,61 | 163      |
| Odeceixe  | 20,53 | 22,76 | 21,54 | 11,99 | 7,11 | 3,25 | 1,02 | 2,24 | 1,02 | 492      |
| Rogil     | 23,21 | 28,84 | 9,73  | 10,92 | 7,68 | 3,75 | 2,39 | 1,88 | 1,54 | 586      |
| Aljezur   | 28,09 | 25,03 | 12,98 | 11,31 | 7,19 | 2,90 | 1,59 | 1,47 | 1,14 | 2 449    |

### Castro Marim
| Partido                 | Partido                               | Votos | %               | +/-  |
| ----------------------- | ------------------------------------- | ----- | --------------- | ---- |
|                         | Partido Social Democrata              | 1 310 | 39,22 / 100,00  | 9,48 |
|                         | Partido Socialista                    | 997   | 29,85 / 100,00  | 6,91 |
|                         | CDS – Partido Popular                 | 309   | 9,25 / 100,00   | 0,73 |
|                         | Coligação Democrática Unitária        | 237   | 7,10 / 100,00   | 1,80 |
|                         | Bloco de Esquerda                     | 210   | 6,29 / 100,00   | 6,41 |
|                         | PCTP/MRPP                             | 44    | 1,32 / 100,00   | 0,28 |
|                         | Partido pelos Animais e pela Natureza | 36    | 1,08 / 100,00   | Novo |
|                         | Outros                                | 58    | 1,74 / 100,00   |      |
| Votos Inválidos         | Votos Inválidos                       | 139   | 4,17 / 100,00   | 0,92 |
| Total                   | Total                                 | 3 340 | 100,00 / 100,00 |      |
| Eleitorado/Participação | Eleitorado/Participação               | 5 901 | 56,60 / 100,00  | 4,87 |

| Freguesia    | %     | %     | %     | %    | %    | %    | %    | Votantes |
| Freguesia    | PSD   | PS    | CDS   | CDU  | BE   | PCTP | PAN  | Votantes |
| ------------ | ----- | ----- | ----- | ---- | ---- | ---- | ---- | -------- |
| Altura       | 39,66 | 28,82 | 10,34 | 6,12 | 6,33 | 1,51 | 1,41 | 996      |
| Azinhal      | 52,12 | 22,73 | 10,00 | 3,94 | 2,73 | 1,21 | 0,61 | 330      |
| Castro Marim | 37,42 | 29,43 | 8,74  | 8,49 | 7,99 | 1,26 | 1,19 | 1 590    |
| Odeleite     | 34,91 | 39,39 | 8,02  | 6,60 | 2,59 | 1,18 | 0,24 | 424      |
| Castro Marim | 39,22 | 29,85 | 9,25  | 7,10 | 6,29 | 1,32 | 1,08 | 3 340    |

### Faro
| Partido                 | Partido                               | Votos  | %               | +/-     |
| ----------------------- | ------------------------------------- | ------ | --------------- | ------- |
|                         | Partido Social Democrata              | 11 720 | 36,53 / 100,00  | 10,48   |
|                         | Partido Socialista                    | 7 535  | 23,48 / 100,00  | 9,42    |
|                         | CDS – Partido Popular                 | 4 101  | 12,78 / 100,00  | 2,35    |
|                         | Coligação Democrática Unitária        | 2 833  | 8,83 / 100,00   | 0,83    |
|                         | Bloco de Esquerda                     | 2 664  | 8,30 / 100,00   | 7,08    |
|                         | Partido pelos Animais e pela Natureza | 573    | 1,79 / 100,00   | Novo    |
|                         | PCTP/MRPP                             | 393    | 1,22 / 100,00   | Estável |
|                         | Outros                                | 812    | 2,52 / 100,00   |         |
| Votos Inválidos         | Votos Inválidos                       | 1 456  | 4,54 / 100,00   | 1,09    |
| Total                   | Total                                 | 32 087 | 100,00 / 100,00 |         |
| Eleitorado/Participação | Eleitorado/Participação               | 54 938 | 58,41 / 100,00  | 0,63    |

| Freguesia             | %     | %     | %     | %     | %    | %    | %    | Votantes |
| Freguesia             | PSD   | PS    | CDS   | CDU   | BE   | PAN  | PCTP | Votantes |
| --------------------- | ----- | ----- | ----- | ----- | ---- | ---- | ---- | -------- |
| Conceição             | 36,11 | 26,45 | 12,31 | 8,29  | 6,15 | 1,17 | 1,22 | 1 966    |
| Estoi                 | 34,65 | 24,92 | 13,07 | 8,02  | 8,02 | 1,82 | 2,07 | 1 645    |
| Faro (São Pedro)      | 36,06 | 23,19 | 13,31 | 8,61  | 8,57 | 1,72 | 1,37 | 7 326    |
| Faro (Sé)             | 36,80 | 23,70 | 12,56 | 8,77  | 8,64 | 1,90 | 1,07 | 15 672   |
| Montenegro            | 39,25 | 20,75 | 13,73 | 6,35  | 8,40 | 2,10 | 0,97 | 3 715    |
| Santa Bárbara de Nexe | 32,44 | 23,82 | 10,83 | 16,79 | 6,64 | 1,02 | 1,82 | 1 763    |
| Faro                  | 36,53 | 23,48 | 12,78 | 8,83  | 8,30 | 1,79 | 1,22 | 32 087   |

### Lagoa
| Partido                 | Partido                               | Votos  | %               | +/-   |
| ----------------------- | ------------------------------------- | ------ | --------------- | ----- |
|                         | Partido Social Democrata              | 3 767  | 36,16 / 100,00  | 10,78 |
|                         | Partido Socialista                    | 2 256  | 21,66 / 100,00  | 9,00  |
|                         | CDS – Partido Popular                 | 1 478  | 14,19 / 100,00  | 1,97  |
|                         | Bloco de Esquerda                     | 966    | 9,27 / 100,00   | 7,29  |
|                         | Coligação Democrática Unitária        | 812    | 7,79 / 100,00   | 0,61  |
|                         | Partido pelos Animais e pela Natureza | 199    | 1,91 / 100,00   | Novo  |
|                         | PCTP/MRPP                             | 179    | 1,72 / 100,00   | 0,29  |
|                         | Partido da Terra                      | 128    | 1,23 / 100,00   | -     |
|                         | Outros                                | 238    | 2,28 / 100,00   |       |
| Votos Inválidos         | Votos Inválidos                       | 394    | 3,78 / 100,00   | 0,89  |
| Total                   | Total                                 | 10 417 | 100,00 / 100,00 |       |
| Eleitorado/Participação | Eleitorado/Participação               | 17 699 | 58,86 / 100,00  | 1,04  |

| Freguesia | %     | %     | %     | %     | %    | %    | %    | %    | Votantes |
| Freguesia | PSD   | PS    | CDS   | BE    | CDU  | PAN  | PCTP | MPT  | Votantes |
| --------- | ----- | ----- | ----- | ----- | ---- | ---- | ---- | ---- | -------- |
| Carvoeiro | 40,86 | 18,84 | 17,06 | 7,78  | 5,06 | 3,19 | 1,41 | 1,12 | 1 067    |
| Estômbar  | 32,93 | 23,92 | 12,54 | 10,05 | 9,76 | 1,54 | 2,12 | 1,25 | 2 408    |
| Ferragudo | 28,21 | 29,67 | 12,65 | 10,31 | 8,66 | 1,17 | 1,75 | 1,85 | 1 028    |
| Lagoa     | 40,15 | 19,67 | 15,14 | 7,25  | 7,19 | 2,22 | 1,03 | 0,85 | 3 295    |
| Parchal   | 30,99 | 21,73 | 12,97 | 13,48 | 8,70 | 1,74 | 2,08 | 1,80 | 1 781    |
| Porches   | 44,51 | 16,59 | 15,99 | 6,68  | 5,01 | 1,43 | 2,86 | 0,84 | 838      |
| Lagoa     | 36,16 | 21,66 | 14,19 | 9,27  | 7,79 | 1,91 | 1,72 | 1,23 | 10 417   |

### Lagos
| Partido                 | Partido                               | Votos  | %               | +/-   |
| ----------------------- | ------------------------------------- | ------ | --------------- | ----- |
|                         | Partido Social Democrata              | 4 140  | 32,03 / 100,00  | 11,31 |
|                         | Partido Socialista                    | 3 143  | 24,32 / 100,00  | 11,11 |
|                         | CDS – Partido Popular                 | 1 595  | 12,34 / 100,00  | 2,21  |
|                         | Coligação Democrática Unitária        | 1 286  | 9,95 / 100,00   | 1,46  |
|                         | Bloco de Esquerda                     | 1 224  | 9,47 / 100,00   | 7,00  |
|                         | PCTP/MRPP                             | 237    | 1,83 / 100,00   | 0,20  |
|                         | Partido pelos Animais e pela Natureza | 226    | 1,75 / 100,00   | Novo  |
|                         | Partido da Terra                      | 175    | 1,35 / 100,00   | -     |
|                         | Outros                                | 248    | 1,92 / 100,00   |       |
| Votos Inválidos         | Votos Inválidos                       | 651    | 5,04 / 100,00   | 0,97  |
| Total                   | Total                                 | 12 925 | 100,00 / 100,00 |       |
| Eleitorado/Participação | Eleitorado/Participação               | 22 542 | 57,34 / 100,00  | 2,40  |

| Freguesia             | %     | %     | %     | %     | %     | %    | %    | %    | Votantes |
| Freguesia             | PSD   | PS    | CDS   | CDU   | BE    | PCTP | PAN  | MPT  | Votantes |
| --------------------- | ----- | ----- | ----- | ----- | ----- | ---- | ---- | ---- | -------- |
| Barão de São João     | 27,27 | 28,84 | 10,97 | 10,03 | 7,52  | 1,57 | 4,08 | 1,57 | 319      |
| Bensafrim             | 29,04 | 29,04 | 9,48  | 10,67 | 8,15  | 3,56 | 1,48 | 0,89 | 675      |
| Lagos (Santa Maria)   | 39,23 | 21,16 | 13,42 | 6,97  | 8,85  | 0,91 | 1,66 | 1,20 | 3 502    |
| Lagos (São Sebastião) | 29,49 | 24,21 | 11,83 | 11,38 | 10,69 | 2,20 | 1,74 | 1,44 | 6 101    |
| Luz                   | 28,49 | 28,95 | 14,52 | 7,31  | 8,60  | 2,22 | 1,39 | 1,76 | 1 081    |
| Odiáxere              | 30,15 | 25,98 | 11,79 | 13,23 | 7,22  | 2,17 | 1,20 | 1,20 | 1 247    |
| Lagos                 | 32,03 | 24,32 | 12,34 | 9,95  | 9,47  | 1,83 | 1,75 | 1,35 | 12 925   |

### Loulé
| Partido                 | Partido                               | Votos  | %               | +/-   |
| ----------------------- | ------------------------------------- | ------ | --------------- | ----- |
|                         | Partido Social Democrata              | 12 906 | 43,93 / 100,00  | 11,61 |
|                         | Partido Socialista                    | 6 039  | 20,56 / 100,00  | 9,51  |
|                         | CDS – Partido Popular                 | 3 742  | 12,74 / 100,00  | 0,94  |
|                         | Bloco de Esquerda                     | 1 992  | 6,78 / 100,00   | 6,18  |
|                         | Coligação Democrática Unitária        | 1 682  | 5,73 / 100,00   | 0,90  |
|                         | Partido pelos Animais e pela Natureza | 433    | 1,47 / 100,00   | Novo  |
|                         | PCTP/MRPP                             | 357    | 1,22 / 100,00   | 0,17  |
|                         | Outros                                | 820    | 2,79 / 100,00   |       |
| Votos Inválidos         | Votos Inválidos                       | 1 407  | 4,79 / 100,00   | 0,75  |
| Total                   | Total                                 | 29 378 | 100,00 / 100,00 |       |
| Eleitorado/Participação | Eleitorado/Participação               | 54 865 | 53,55 / 100,00  | 1,43  |

| Freguesia             | %     | %     | %     | %    | %    | %    | %    | Votantes |
| Freguesia             | PSD   | PS    | CDS   | BE   | CDU  | PAN  | PCTP | Votantes |
| --------------------- | ----- | ----- | ----- | ---- | ---- | ---- | ---- | -------- |
| Almancil              | 42,10 | 22,10 | 14,43 | 5,27 | 6,07 | 1,52 | 0,77 | 3 625    |
| Alte                  | 38,17 | 26,84 | 8,65  | 6,26 | 8,15 | 1,09 | 1,99 | 1 006    |
| Ameixial              | 45,13 | 35,71 | 9,74  | 1,95 | 2,60 | 0,65 | 0    | 308      |
| Benafim               | 46,39 | 23,71 | 11,17 | 3,44 | 7,04 | 0,69 | 1,03 | 582      |
| Boliqueime            | 47,48 | 17,62 | 14,49 | 4,48 | 4,31 | 1,57 | 1,26 | 2 298    |
| Loulé (São Clemente)  | 39,44 | 20,77 | 12,60 | 8,89 | 7,16 | 1,60 | 1,19 | 7 636    |
| Loulé (São Sebastião) | 48,82 | 18,63 | 11,32 | 5,92 | 4,68 | 1,45 | 1,57 | 3 312    |
| Quarteira             | 46,19 | 18,58 | 14,04 | 7,56 | 4,67 | 1,51 | 1,17 | 8 238    |
| Querença              | 47,48 | 23,85 | 5,73  | 5,28 | 4,13 | 1,15 | 2,06 | 436      |
| Salir                 | 43,19 | 24,47 | 9,29  | 4,88 | 6,92 | 1,63 | 1,56 | 1 475    |
| Tôr                   | 47,19 | 25,11 | 10,39 | 4,36 | 5,41 | 0,43 | 0,65 | 462      |
| Loulé                 | 43,93 | 20,56 | 12,74 | 6,78 | 5,73 | 1,47 | 1,22 | 29 378   |

### Monchique
| Partido                 | Partido                               | Votos | %               | +/-   |
| ----------------------- | ------------------------------------- | ----- | --------------- | ----- |
|                         | Partido Social Democrata              | 1 431 | 39,43 / 100,00  | 10,09 |
|                         | Partido Socialista                    | 870   | 23,97 / 100,00  | 8,79  |
|                         | Coligação Democrática Unitária        | 337   | 9,29 / 100,00   | 1,75  |
|                         | CDS – Partido Popular                 | 286   | 7,88 / 100,00   | 0,16  |
|                         | Bloco de Esquerda                     | 258   | 7,11 / 100,00   | 6,06  |
|                         | PCTP/MRPP                             | 92    | 2,54 / 100,00   | 0,62  |
|                         | Partido pelos Animais e pela Natureza | 48    | 1,32 / 100,00   | Novo  |
|                         | Partido da Terra                      | 40    | 1,10 / 100,00   | -     |
|                         | Outros                                | 73    | 2,01 / 100,00   |       |
| Votos Inválidos         | Votos Inválidos                       | 194   | 5,35 / 100,00   | 1,13  |
| Total                   | Total                                 | 3 629 | 100,00 / 100,00 |       |
| Eleitorado/Participação | Eleitorado/Participação               | 5 398 | 67,23 / 100,00  | 1,41  |

| Freguesia | %     | %     | %    | %     | %    | %    | %    | %    | Votantes |
| Freguesia | PSD   | PS    | CDU  | CDS   | BE   | PCTP | PAN  | MPT  | Votantes |
| --------- | ----- | ----- | ---- | ----- | ---- | ---- | ---- | ---- | -------- |
| Alferce   | 40,00 | 28,80 | 4,80 | 7,60  | 5,60 | 2,40 | 0,40 | 1,20 | 250      |
| Marmelete | 52,35 | 21,06 | 3,27 | 8,79  | 2,45 | 3,27 | 1,23 | 0,82 | 489      |
| Monchique | 37,20 | 24,05 | 7,75 | 10,69 | 8,03 | 2,42 | 1,42 | 1,14 | 2 890    |
| Monchique | 39,34 | 23,97 | 9,29 | 7,88  | 7,11 | 2,54 | 1,32 | 1,10 | 3 629    |

### Olhão
| Partido                 | Partido                               | Votos  | %               | +/-   |
| ----------------------- | ------------------------------------- | ------ | --------------- | ----- |
|                         | Partido Social Democrata              | 6 389  | 34,32 / 100,00  | 11,32 |
|                         | Partido Socialista                    | 4 178  | 22,44 / 100,00  | 7,95  |
|                         | CDS – Partido Popular                 | 2 556  | 13,73 / 100,00  | 2,35  |
|                         | Coligação Democrática Unitária        | 1 766  | 9,49 / 100,00   | 0,59  |
|                         | Bloco de Esquerda                     | 1 682  | 9,03 / 100,00   | 7,94  |
|                         | PCTP/MRPP                             | 382    | 2,05 / 100,00   | 0,19  |
|                         | Partido pelos Animais e pela Natureza | 338    | 1,82 / 100,00   | Novo  |
|                         | Outros                                | 560    | 3,00 / 100,00   |       |
| Votos Inválidos         | Votos Inválidos                       | 766    | 4,12 / 100,00   | 0,44  |
| Total                   | Total                                 | 18 617 | 100,00 / 100,00 |       |
| Eleitorado/Participação | Eleitorado/Participação               | 36 564 | 50,92 / 100,00  | 0,51  |

| Freguesia    | %     | %     | %     | %     | %     | %    | %    | Votantes |
| Freguesia    | PSD   | PS    | CDS   | CDU   | BE    | PCTP | PAN  | Votantes |
| ------------ | ----- | ----- | ----- | ----- | ----- | ---- | ---- | -------- |
| Fuseta       | 30,57 | 29,20 | 10,11 | 12,26 | 8,97  | 1,99 | 1,07 | 1 305    |
| Moncarapacho | 40,77 | 20,32 | 13,97 | 7,56  | 6,45  | 1,56 | 1,59 | 3 149    |
| Olhão        | 33,03 | 23,39 | 13,51 | 9,37  | 9,64  | 2,36 | 2,06 | 6 349    |
| Pechão       | 32,18 | 21,25 | 12,70 | 11,95 | 10,66 | 1,97 | 1,43 | 1 473    |
| Quelfes      | 33,67 | 21,43 | 14,81 | 9,41  | 9,35  | 2,02 | 1,92 | 6 341    |
| Olhão        | 34,32 | 22,44 | 13,73 | 9,49  | 9,03  | 2,05 | 1,82 | 18 617   |

### Portimão
| Partido                 | Partido                               | Votos  | %               | +/-   |
| ----------------------- | ------------------------------------- | ------ | --------------- | ----- |
|                         | Partido Social Democrata              | 9 040  | 35,21 / 100,00  | 10,71 |
|                         | Partido Socialista                    | 5 906  | 23,00 / 100,00  | 8,86  |
|                         | CDS – Partido Popular                 | 3 668  | 14,29 / 100,00  | 2,64  |
|                         | Bloco de Esquerda                     | 2 473  | 9,63 / 100,00   | 7,82  |
|                         | Coligação Democrática Unitária        | 2 003  | 7,80 / 100,00   | 1,08  |
|                         | Partido pelos Animais e pela Natureza | 431    | 1,68 / 100,00   | Novo  |
|                         | PCTP/MRPP                             | 375    | 1,46 / 100,00   | 0,18  |
|                         | Partido da Terra                      | 270    | 1,05 / 100,00   | -     |
|                         | Outros                                | 471    | 1,83 / 100,00   |       |
| Votos Inválidos         | Votos Inválidos                       | 1 039  | 4,05 / 100,00   | 0,58  |
| Total                   | Total                                 | 25 676 | 100,00 / 100,00 |       |
| Eleitorado/Participação | Eleitorado/Participação               | 44 182 | 58,11 / 100,00  | 1,54  |

| Freguesia          | %     | %     | %     | %     | %    | %    | %    | %    | Votantes |
| Freguesia          | PSD   | PS    | CDS   | BE    | CDU  | PAN  | PCTP | MPT  | Votantes |
| ------------------ | ----- | ----- | ----- | ----- | ---- | ---- | ---- | ---- | -------- |
| Alvor              | 31,52 | 24,97 | 12,19 | 11,02 | 9,74 | 2,22 | 2,06 | 1,09 | 2 567    |
| Mexilhoeira Grande | 24,55 | 30,97 | 12,68 | 10,09 | 8,30 | 1,12 | 2,09 | 1,63 | 1 963    |
| Portimão           | 36,65 | 22,02 | 14,69 | 9,42  | 7,52 | 1,66 | 1,33 | 0,99 | 21 146   |
| Portimão           | 35,21 | 23,00 | 14,29 | 9,63  | 7,80 | 1,68 | 1,46 | 1,05 | 25 676   |

### São Brás de Alportel
| Partido                 | Partido                               | Votos | %               | +/-   |
| ----------------------- | ------------------------------------- | ----- | --------------- | ----- |
|                         | Partido Social Democrata              | 1 917 | 38,98 / 100,00  | 12,55 |
|                         | Partido Socialista                    | 1 148 | 23,34 / 100,00  | 9,96  |
|                         | CDS – Partido Popular                 | 665   | 13,52 / 100,00  | 1,95  |
|                         | Coligação Democrática Unitária        | 376   | 7,65 / 100,00   | 0,78  |
|                         | Bloco de Esquerda                     | 293   | 5,96 / 100,00   | 7,20  |
|                         | Partido pelos Animais e pela Natureza | 75    | 1,53 / 100,00   | Novo  |
|                         | PCTP/MRPP                             | 73    | 1,48 / 100,00   | 0,52  |
|                         | Partido da Terra                      | 51    | 1,04 / 100,00   | -     |
|                         | Outros                                | 85    | 1,74 / 100,00   |       |
| Votos Inválidos         | Votos Inválidos                       | 235   | 4,78 / 100,00   | 0,57  |
| Total                   | Total                                 | 4 918 | 100,00 / 100,00 |       |
| Eleitorado/Participação | Eleitorado/Participação               | 8 776 | 56,04 / 100,00  | 1,09  |

| Freguesia            | %     | %     | %     | %    | %    | %    | %    | %    | Votantes |
| Freguesia            | PSD   | PS    | CDS   | CDU  | BE   | PAN  | PCTP | MPT  | Votantes |
| -------------------- | ----- | ----- | ----- | ---- | ---- | ---- | ---- | ---- | -------- |
| São Brás de Alportel | 38,98 | 23,34 | 13,52 | 7,65 | 5,96 | 1,53 | 1,48 | 1,04 | 4 918    |
| São Brás de Alportel | 38,98 | 23,34 | 13,52 | 7,65 | 5,96 | 1,53 | 1,48 | 1,04 | 4 918    |

### Silves
| Partido                 | Partido                               | Votos  | %               | +/-   |
| ----------------------- | ------------------------------------- | ------ | --------------- | ----- |
|                         | Partido Social Democrata              | 5 680  | 33,85 / 100,00  | 10,00 |
|                         | Partido Socialista                    | 3 794  | 22,61 / 100,00  | 7,67  |
|                         | Coligação Democrática Unitária        | 2 069  | 12,33 / 100,00  | 0,40  |
|                         | CDS – Partido Popular                 | 1 926  | 11,48 / 100,00  | 2,24  |
|                         | Bloco de Esquerda                     | 1 340  | 7,99 / 100,00   | 7,68  |
|                         | PCTP/MRPP                             | 321    | 1,91 / 100,00   | 0,19  |
|                         | Partido pelos Animais e pela Natureza | 272    | 1,62 / 100,00   | Novo  |
|                         | Partido da Terra                      | 204    | 1,22 / 100,00   | -     |
|                         | Outros                                | 379    | 2,25 / 100,00   |       |
| Votos Inválidos         | Votos Inválidos                       | 796    | 4,74 / 100,00   | 0,49  |
| Total                   | Total                                 | 16 781 | 100,00 / 100,00 |       |
| Eleitorado/Participação | Eleitorado/Participação               | 29 662 | 56,57 / 100,00  | 1,71  |

| Freguesia                  | %     | %     | %     | %     | %     | %    | %    | %    | Votantes |
| Freguesia                  | PSD   | PS    | CDU   | CDS   | BE    | PCTP | PAN  | MPT  | Votantes |
| -------------------------- | ----- | ----- | ----- | ----- | ----- | ---- | ---- | ---- | -------- |
| Alcantarilha               | 36,49 | 28,53 | 7,33  | 11,09 | 5,81  | 1,79 | 1,25 | 1,70 | 1 118    |
| Algoz                      | 38,27 | 22,13 | 6,81  | 12,17 | 7,94  | 1,70 | 2,08 | 1,26 | 1 586    |
| Armação de Pêra            | 43,77 | 20,96 | 6,74  | 13,63 | 6,35  | 0,88 | 1,86 | 0,68 | 2 047    |
| Pêra                       | 40,92 | 20,61 | 9,81  | 11,97 | 8,24  | 1,28 | 1,08 | 1,08 | 1 019    |
| São Bartolomeu de Messines | 32,22 | 23,20 | 13,51 | 11,19 | 7,40  | 2,42 | 1,57 | 1,37 | 4 013    |
| São Marcos da Serra        | 31,84 | 27,23 | 16,57 | 7,35  | 4,61  | 2,16 | 0,72 | 1,15 | 694      |
| Silves                     | 29,03 | 21,11 | 16,70 | 11,25 | 9,39  | 2,11 | 1,71 | 1,24 | 5 263    |
| Tunes                      | 29,78 | 24,40 | 10,09 | 11,14 | 10,76 | 1,92 | 1,73 | 1,15 | 1 041    |
| Silves                     | 33,85 | 22,61 | 12,33 | 11,48 | 7,99  | 1,91 | 1,62 | 1,22 | 16 781   |

### Tavira
| Partido                 | Partido                               | Votos  | %               | +/-   |
| ----------------------- | ------------------------------------- | ------ | --------------- | ----- |
|                         | Partido Social Democrata              | 4 678  | 37,69 / 100,00  | 10,49 |
|                         | Partido Socialista                    | 3 104  | 25,01 / 100,00  | 7,57  |
|                         | CDS – Partido Popular                 | 1 604  | 12,92 / 100,00  | 1,99  |
|                         | Bloco de Esquerda                     | 881    | 7,10 / 100,00   | 7,69  |
|                         | Coligação Democrática Unitária        | 841    | 6,78 / 100,00   | 0,82  |
|                         | Partido pelos Animais e pela Natureza | 192    | 1,55 / 100,00   | Novo  |
|                         | PCTP/MRPP                             | 185    | 1,49 / 100,00   | 0,06  |
|                         | Outros                                | 320    | 2,57 / 100,00   |       |
| Votos Inválidos         | Votos Inválidos                       | 607    | 4,89 / 100,00   | 1,02  |
| Total                   | Total                                 | 12 412 | 100,00 / 100,00 |       |
| Eleitorado/Participação | Eleitorado/Participação               | 22 150 | 56,04 / 100,00  | 2,72  |

| Freguesia                        | %     | %     | %     | %     | %     | %    | %    | Votantes |
| Freguesia                        | PSD   | PS    | CDS   | BE    | CDU   | PAN  | PCTP | Votantes |
| -------------------------------- | ----- | ----- | ----- | ----- | ----- | ---- | ---- | -------- |
| Cabanas de Tavira                | 28,89 | 28,07 | 11,48 | 14,96 | 5,74  | 1,64 | 0,61 | 488      |
| Cachopo                          | 48,64 | 30,68 | 7,05  | 2,05  | 3,86  | 0,23 | 0,91 | 440      |
| Conceição de Tavira              | 29,60 | 34,51 | 10,74 | 6,44  | 9,97  | 1,84 | 1,53 | 652      |
| Luz de Tavira                    | 36,19 | 24,37 | 14,89 | 6,54  | 6,84  | 1,62 | 1,44 | 1 666    |
| Santa Catarina da Fonte do Bispo | 44,06 | 22,14 | 11,23 | 5,88  | 4,17  | 1,28 | 1,71 | 935      |
| Santa Luzia                      | 32,11 | 29,27 | 10,98 | 7,99  | 10,16 | 0,95 | 1,76 | 738      |
| Santo Estêvão                    | 31,82 | 30,19 | 10,23 | 6,98  | 9,25  | 1,30 | 2,60 | 616      |
| Tavira (Santa Maria)             | 38,51 | 23,58 | 13,52 | 6,92  | 6,46  | 1,76 | 1,49 | 3 698    |
| Tavira (Santiago)                | 39,57 | 22,65 | 14,16 | 7,39  | 6,51  | 1,64 | 1,38 | 3 179    |
| Tavira                           | 37,69 | 25,01 | 12,92 | 7,10  | 6,78  | 1,55 | 1,49 | 12 412   |

### Vila do Bispo
| Partido                 | Partido                               | Votos | %               | +/-   |
| ----------------------- | ------------------------------------- | ----- | --------------- | ----- |
|                         | Partido Social Democrata              | 761   | 32,93 / 100,00  | 10,67 |
|                         | Partido Socialista                    | 659   | 28,52 / 100,00  | 9,94  |
|                         | CDS – Partido Popular                 | 274   | 11,86 / 100,00  | 3,38  |
|                         | Coligação Democrática Unitária        | 201   | 8,70 / 100,00   | 1,79  |
|                         | Bloco de Esquerda                     | 166   | 7,18 / 100,00   | 8,38  |
|                         | PCTP/MRPP                             | 42    | 1,82 / 100,00   | 0,61  |
|                         | Partido pelos Animais e pela Natureza | 34    | 1,47 / 100,00   | Novo  |
|                         | Partido da Terra                      | 25    | 1,08 / 100,00   | -     |
|                         | Outros                                | 41    | 1,78 / 100,00   |       |
| Votos Inválidos         | Votos Inválidos                       | 108   | 4,67 / 100,00   | 0,67  |
| Total                   | Total                                 | 2 311 | 100,00 / 100,00 |       |
| Eleitorado/Participação | Eleitorado/Participação               | 4 083 | 56,60 / 100,00  | 3,11  |

| Freguesia           | %     | %     | %     | %     | %    | %    | %    | %    | Votantes |
| Freguesia           | PSD   | PS    | CDS   | CDU   | BE   | PCTP | PAN  | MPT  | Votantes |
| ------------------- | ----- | ----- | ----- | ----- | ---- | ---- | ---- | ---- | -------- |
| Barão de São Miguel | 24,53 | 31,45 | 9,43  | 13,21 | 6,29 | 2,52 | 0    | 1,26 | 159      |
| Budens              | 30,69 | 29,40 | 13,57 | 8,56  | 8,72 | 2,10 | 0,97 | 0,97 | 619      |
| Raposeira           | 33,98 | 41,75 | 5,83  | 4,37  | 4,85 | 0,49 | 1,46 | 1,46 | 206      |
| Sagres              | 34,55 | 25,45 | 15,27 | 7,27  | 5,33 | 1,82 | 2,18 | 1,09 | 825      |
| Vila do Bispo       | 35,26 | 26,10 | 7,37  | 11,55 | 9,56 | 1,79 | 1,39 | 1,00 | 502      |
| Vila do Bispo       | 32,93 | 28,52 | 11,86 | 8,70  | 7,18 | 1,82 | 1,47 | 1,08 | 2 311    |

### Vila Real de Santo António
| Partido                 | Partido                               | Votos  | %               | +/-   |
| ----------------------- | ------------------------------------- | ------ | --------------- | ----- |
|                         | Partido Social Democrata              | 2 806  | 32,87 / 100,00  | 10,09 |
|                         | Partido Socialista                    | 2 141  | 25,08 / 100,00  | 5,61  |
|                         | Coligação Democrática Unitária        | 1 253  | 14,68 / 100,00  | 1,28  |
|                         | CDS – Partido Popular                 | 812    | 9,51 / 100,00   | 0,78  |
|                         | Bloco de Esquerda                     | 806    | 9,44 / 100,00   | 8,52  |
|                         | PCTP/MRPP                             | 143    | 1,68 / 100,00   | 0,07  |
|                         | Partido pelos Animais e pela Natureza | 96     | 1,12 / 100,00   | Novo  |
|                         | Outros                                | 191    | 2,23 / 100,00   |       |
| Votos Inválidos         | Votos Inválidos                       | 288    | 3,37 / 100,00   | 1,00  |
| Total                   | Total                                 | 8 536  | 100,00 / 100,00 |       |
| Eleitorado/Participação | Eleitorado/Participação               | 16 600 | 51,42 / 100,00  | 2,81  |

| Freguesia                  | %     | %     | %     | %    | %     | %    | %    | Votantes |
| Freguesia                  | PSD   | PS    | CDU   | CDS  | BE    | PCTP | PAN  | Votantes |
| -------------------------- | ----- | ----- | ----- | ---- | ----- | ---- | ---- | -------- |
| Monte Gordo                | 31,10 | 25,65 | 18,31 | 8,81 | 8,67  | 1,75 | 0,91 | 1 431    |
| Vila Nova de Cacela        | 36,86 | 27,81 | 9,95  | 9,21 | 7,07  | 1,36 | 0,73 | 1 769    |
| Vila Real de Santo António | 32,03 | 24,03 | 15,27 | 9,80 | 10,44 | 1,76 | 1,31 | 5 336    |
| Vila Real de Santo António | 32,87 | 25,08 | 14,68 | 9,51 | 9,44  | 1,68 | 1,12 | 8 536    |